# Montana Moon
Montana Moon (bra: Mulher… E Nada Mais!) é um filme musical pre-Code estadunidense de 1930, dos gêneros comédia e faroeste, dirigido por Malcolm St. Clair, e estrelado por Joan Crawford. O roteiro de Sylvia Thalberg e Frank Butler foca no relacionamento entre uma garota da cidade e um cowboy rural.

## Sinopse
Joan Prescott (Joan Crawford) é a filha jovem e rica de um fazendeiro de Montana. Enquanto estava em um trem da cidade de Nova Iorque de volta para sua casa, ela decide deixar o trem antes de sua parada final, tomando a decisão de dar meia-volta e continuar na grande cidade. Antes que ela possa voltar em outro trem, ela conhece o belo cowboy, Larry Kerrigan (Johnny Mack Brown), e eles acabam se apaixonando e se casando. No entanto, os dois não têm um belo início de relacionamento quando a paqueradora Joan faz uma dança sedutora com Jeff Pelham (Ricardo Cortez), justamente em sua noite de núpcias. Depois da dança terminar com um beijo demorado, Larry intervém e esmurra o aspirante a ladrão de esposas. Joan deixa os dois homens brigando por ela e, com raiva, pega um trem para se afastar de tudo. O que ela não esperava é que, no caminho, ela seria sequestrada por uma gangue de ladrões de trem.

## Elenco
- Joan Crawford como Joan "Montana" Prescott
- Johnny Mack Brown como Larry Kerrigan
- Dorothy Sebastian como Elizabeth Prescott
- Benny Rubin como Dr. Bloom
- Cliff Edwards como Froggy
- Ricardo Cortez como Jeffrey Pelham
- Karl Dane como Hank
- Lloyd Ingraham como John Prescott

Não-creditados
- Mary Carlisle como Garota na Festa
- Philip Dunham como Escriturário de Bilhetes Ferroviários
- Bud McClure como Cowboy na Festa
- Pete Morrison como Cowboy na Festa

## Produção
Ao invés de realizar as gravações em Monument Valley ou na Serra Nevada da Califórnia, o diretor Malcolm St. Clair enviou o elenco a Montana para as filmagens. A mudança de cenário e o afastamento do local ajudaram a criar um forte senso de coesão entre o elenco e a equipe, que passavam a maior parte de suas horas de folga juntos jogando e ensaiando cenas.
Devido a atrasos na obtenção do roteiro pela Administração do Código de Produção, o filme foi concluído antes que quaisquer alterações necessárias fossem solicitadas para que o projeto fosse aprovado pelos censores locais. Quando St. Clair recebeu a longa lista de cortes, era tarde demais para voltar a Montana e refazer as cenas. Por exemplo, todas as cenas que continham bebida alcoólica deveriam ser eliminadas, pois a Lei Seca ainda estava em vigor no país. Isso significava que ambas as cenas da festa de casamento em que as pessoas eram mostradas bebendo ao fundo e as cenas em que a própria Joan fica bêbada tiveram que ser cortadas. Infelizmente, essas cenas explicavam o comportamento flertador de Joan com Jeff; então, em vez de parecer inocentemente bêbada, a personagem pareceu ser promíscua.

## Recepção

### Bilheteria
De acordo com os registros da Metro-Goldwyn-Mayer, o filme arrecadou US$ 751.000 nacionalmente e US$ 209.000 no exterior, totalizando US$ 960.000 mundialmente. O retorno lucrativo da produção foi de US$ 326.000.